# Synhoria anguliceps
Synhoria anguliceps es una especie de coleóptero de la familia Meloidae.

## Distribución geográfica
Habita en Sumatra (Borneo).